# Trotteur croate
Le trotteur croate (croate : Hrvatski kasač)  est une race de chevaux trotteurs, originaire de Croatie. Ce trotteur de taille moyenne a été influencé par des chevaux de course américains. Il est rare, moins de 250 individus étant recensés en Croatie en 2016.

## Histoire
L'existence de la race du trotteur croate n'est mentionnée ni dans l'encyclopédie de CAB International (2016), ni dans la seconde édition de l'ouvrage de l'université de l'Oklahoma recensant les races de chevaux (2007), ni dans le guide Delachaux, ni dans l'étude menée par l'université d'Uppsala, publiée en août 2010 pour la FAO, ni dans celui de Delachaux et Niestlé prétendant recenser tous les chevaux du monde (2014). En revanche, elle est citée par la base de données DAD-IS et a fait l'objet de publications scientifiques,.
Le nom original de la race en croate est Hrvatski kasač ; il ne s'agit pas d'un cheval indigène de la Croatie. L'élevage de trotteurs en Croatie existe vraisemblablement depuis le début du XXe siècle. Le trotteur croate trouve son origine dans la gorge d'Ergele à Turnišče (près de Ptuj) et dans la région de Ljutomer. Ergela Trebovac, en activité de 1954 à 1977, est à l'origine de la plupart des ancêtres de la race. Le trotteur américain influence nettement le trotteur croate actuel, en particulier par les étalons. En l'absence d'un noyau d'élevage local suffisant, des reproducteurs continuent en effet régulièrement d'être importés.
En 2007, le trotteur croate représente la seconde race de chevaux de Croatie en termes d'importance des effectifs, après le Pur-sang. Cependant, l'élevage des trotteurs et l'organisation des courses ont subi un déclin continu.

## Description
Il est très proche du trotteur américain. C'est un trotteur de taille moyenne, toisant généralement de 1,55 m à 1,60 m. Le tour de canon est de 19 à 20 cm. La tête, de taille moyenne, présente un profil convexe et est surmontée d'yeux vifs. L'encolure est assez longue. La poitrine est large et le poitrail plutôt profond, permettant une bonne capacité pulmonaire.
La robe est baie, alezane ou noire.

## Utilisation
Comme tous les trotteurs, il est essentiellement destiné aux courses de trot. Les enregistrements de performances pour l'année 2002 montrent des réductions kilométriques allant de 1'21"2 à 1'35"7.

## Diffusion de l'élevage
La race est indiquée comme rare, et comme « localement adaptée », dans DAD-IS. En 2016, le cheptel se situe entre 200 et 250 têtes, avec une tendance à la baisse.